# Tatiana Shlikova
Tatiana Shlikova, también conocida por su nombre artística Tatiana Granatova, (Moscú, Rusia, 1773-San Petersburgo, 26 de enero de 1863) fue una bailarina rusa y cantante de ópera, sirvienta del conde Piotr Sheremétev, quien la inscribió en su ballet en 1780. 
Famosa en sus roles como actriz dramática y cómica, fue una de las favoritas de la emperatriz Catalina la Grande. Fue liberada en 1803.